# スィイルト県
スィイルト県(スィイルトけん、トルコ語: Siirt ili、クルド語: Parêzgeha Sêrtê、アラビア語: محافظة سعرد)は、
トルコ南東、南東アナトリア地方の県。北にビトリス、東にヴァン、南にシュルナク、西にバトマンの各県と接している。県都はスィイルト。
クルド人やアラブ人が多数派であり、人口が微増している。

## 自治体
スィイルト県には7つの自治体がある。
- スィイルト（Siirt）
- バイカン（Baykan）
- エルフ（Eruh）
- クルタラン（Kurtalan）
- ペルヴァリ（Pervari）
- シルヴァン（Şirvan）
- ティッロ（Tillo）